# ギャングスター ニューオーリンズ
ギャングスター ニューオーリンズ（英: Gangstar New Orleans）は、ゲームロフトが2017年に公開したオープンワールド型のスマートフォン向けゲームである。
ギャングスターシリーズの第5弾にあたる。

## 概要
2017年3月中旬より本作の事前登録が開始され、事前登録特別サイトが設立された。3月30日に配信されると各ゲーム紹介サイトなどで報じられた後、3月31日に配信された。2017年1月にフィリピンで先行配信された。
前作ギャングスター ベガス同様に物理エンジンのHAVOKを搭載する。前作よりグラフィックがカートゥーン調に施されている。また、乗り物も何かに衝突すれば、バンパーや部品が外れる仕様になっている。
アメリカ合衆国ルイジアナ州ニューオーリンズを舞台にしている。ただし、実際のニューオーリンズと違い、海に囲まれたいわば、島のようになっている。ニューオーリンズに実際に存在するフレンチ・クオーターに酷似した地域や、沼地などが再現されている。
前作と違い、プレイヤーは自身の好きなように主人公の顔や名前を付けることが可能になっている。前作同様、様々な服装も変えることができる。また、乗り物のペイントの色を変えることもできるようになった。
今作品で最も特徴的なのが「縄張り争い」である。ニューオーリンズ全体に様々なギャングのボスが縄張りを張っており、主人公はその縄張りをミッションをクリアしていくことで、最後には襲撃をし、奪うことが出来る。縄張りの中にある施設から収入が得られる。

## あらすじ
アメリカ、ニューオーリンズ。この地で名を轟かせる5人のギャング、『ビッグファイブ』がFBIに捕まえられた。つまり、上がいなくなったということを意味する。ギャングスターを目指す者達が這いずり廻り、汚職警官がはびこるこのニューオーリンズに、真のギャングスターを目指す男が現れる。